# Сонджон (ван Чосону)
Сонджон (кор. 성종, 成宗, Seongjong, Sŏngchong); ім'я при народженні Лі Хьоль (кор. 이혈, 李娎, I Hyeol, I Hyŏl; 19 серпня 1457 — 19 січня 1495) — корейський правитель, дев'ятий володар держави Чосон.
Посмертні титули — Канджон-теван, Конхьо-теван .